# Triple frontière
Ne doit pas être confondu avec Triple Frontière (film).

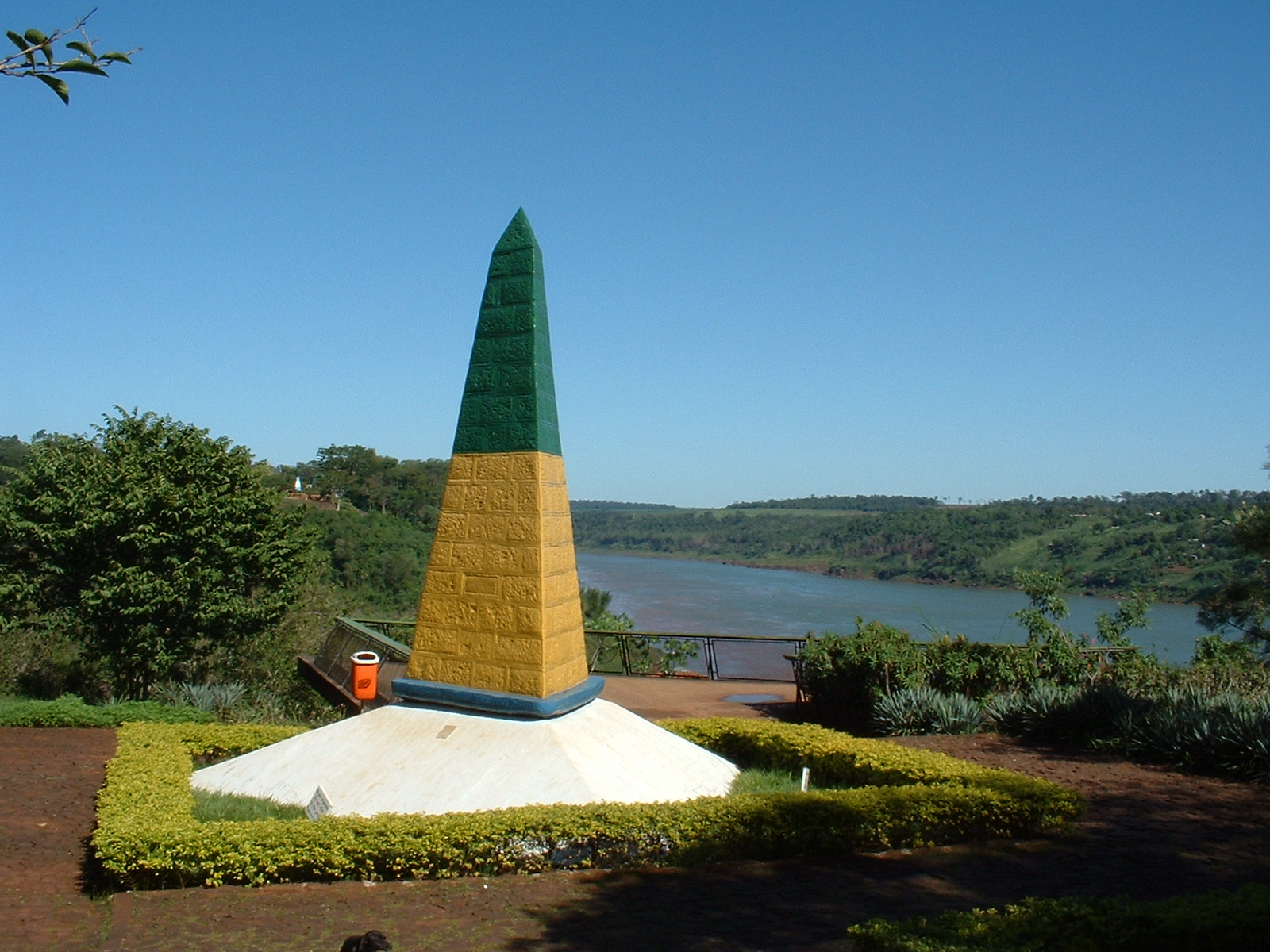
Le monument brésilien marquant la Triple frontière à l'extrémité sud-ouest de la ville de Foz do Iguaçu. À l'arrière-plan, le Rio Paraná, et au fond, le Paraguay.

La Triple frontière est le tripoint situé à la confluence du rio Iguaçu et du rio Paraná, qui marque le point de rencontre entre les frontières du Paraguay, du Brésil et d'Argentine proche des fameuses chutes d'Iguazú. Dans cette zone se trouvent les villes de Puerto Iguazú (province de Misiones, Argentine), Foz do Iguaçu (État du Paraná, Brésil) et la ville de Presidente Franco y Ciudad del Este (département de l'Alto Paraná, Paraguay).

## Géographie
Dans cette zone, les frontières de ces trois pays suivent le cours des fleuves Iguazú et Paraná.

## Infrastructures, monuments
Le pont de la Fraternité traverse le fleuve Iguazú et connecte les villes argentine et brésilienne. Sur le fleuve Paraná, le Pont de l'Amitié réunit Foz do Iguaçu avec Ciudad del Este. Dans chacune des frontières, un obélisque aux couleurs de chaque pays est présent.

## Instabilité sociopolitique
Cette zone est connue pour son trafic de drogue et de carburant, pour le travail informel. Durant la pandémie de Covid-19, elle est devenue l'une des zones les plus touchées d'Amazonie par le virus SARS-CoV-2. Cet espace serait aussi un lieu de financement pour le Hezbollah.